# Sala y Gómez

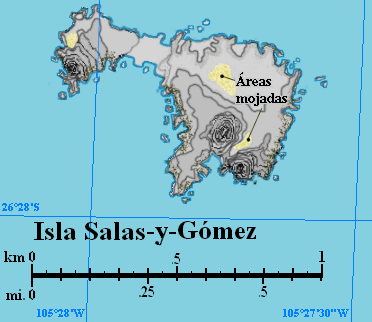
Karta över ön

Isla Sala y Gómez ("Sala och Gomez-ön"), spanska Isla Sala y Gómez  (alternativt Isla Salas y Gómez), polynesiska Motu Motiro Hiva) är en liten ö i sydöstra Stilla havet som tillhör Chile.

## Geografi
Isla Sala y Gómez är den östligaste delen av Polynesien och ligger cirka 391 kilometer norr om Påskön och cirka 3.400 km väster om den chilenska kusten.
Den obebodda ön är av vulkaniskt ursprung och har en areal om ca 0,15 km² och består av två bergstoppar som förbinds av ett smalt näs. Ön är ca 700 m lång och ca 400 m bred och den västra delen omfattar ca 4 hektar (ha) och den östra delen ca 11 ha. Ön saknar i stort växtlighet och sötvattenskällor men är ändå en viktig boplats för en rad sjöfåglar, bland annat Fregattfåglar, Sottärna och Pelikanfåglar.
Den högsta höjden är på endast ca 30 m ö.h. och ligger på öns sydvästra del.
Ön saknar bofast befolkning och utgör en del av kommunen Isla de de Pascua, sammanfallande med Provincia de Isla de Pascua.

## Historia
Sala y Gomezön upptäcktes den 23 augusti 1793 av spanske sjöfararen José Salas Valdés  och 1805 utforskades ön av spanske José Manuel Gómez.
1808 blev ön en del av Chile och förvaltades från 1888 av den chilenska flottan. 1816 besökte Adelbert von Chamisso ön under sin världsomsegling.
1966 överfördes förvaltningen till Provincia de Isla de Pascua och den 25 juli 1974 blev ön slutligen en egen provins till Påskön. 1994 byggde den chilenska flottan en automatiserad fyr på ön och installerade även ett tsunamivarningssystem. Året efter besöktes ön av ett Cordell Expedition Team.